# Ilha Sierra
A Ilha Sierra (62° 24′ S, 59° 48′ O) é uma ilha estreita que está marcada por uma série de pequenas elevações por todo seu comprimento, situada 0,8 km (0,5 mi) a noroeste da Ilha Dee e a norte da Ilha Greenwich nas Ilhas Shetland do Sul, Antártica. A área de superfície é de 14 ha (35 acres).
Batizada pela 5a. Expedição Antártica Chilena, 1950–51, recebeu o nome do Sargento Victor Sierra, assistente de enfermaria de bordo do navio de patrulha Lientur na expedição.